# Yūta Gōke
Yūta Gōke (郷家 友太 Gōke Yūta?, Tagajō, Miyagi, 10 de junio de 1999) es un futbolista japonés que juega como centrocampista en el Vegalta Sendai de la J2 League.

## Trayectoria

### Clubes
| Club           | País  | Año       |
| -------------- | ----- | --------- |
| Vissel Kobe    | Japón | 2018-2022 |
| Vegalta Sendai | Japón | 2023-     |

## Palmarés

### Títulos nacionales
| Título             | Club        | País  | Año  |
| ------------------ | ----------- | ----- | ---- |
| Copa del Emperador | Vissel Kobe | Japón | 2019 |
| Supercopa de Japón | Vissel Kobe | Japón | 2020 |